# Colinele Ergheni
Colinele Ergheni este o unitate de relief în partea de vest a Rusiei. Aparține de Câmpia Est-Europeană și este delimitată la de valea râului Manîci (sud) și de Volga, în apropierea orașului Volgograd (nord). Au altitudinea maximă de 221 m. Vegetație stepică și păduri de foioase (salcie, ulm, plop). Cea mai importantă așezare umană din Ergheni este Elista. Culturi de cereale, floarea-soarelui, pepene.